# Marienkapelle Hünkesohl

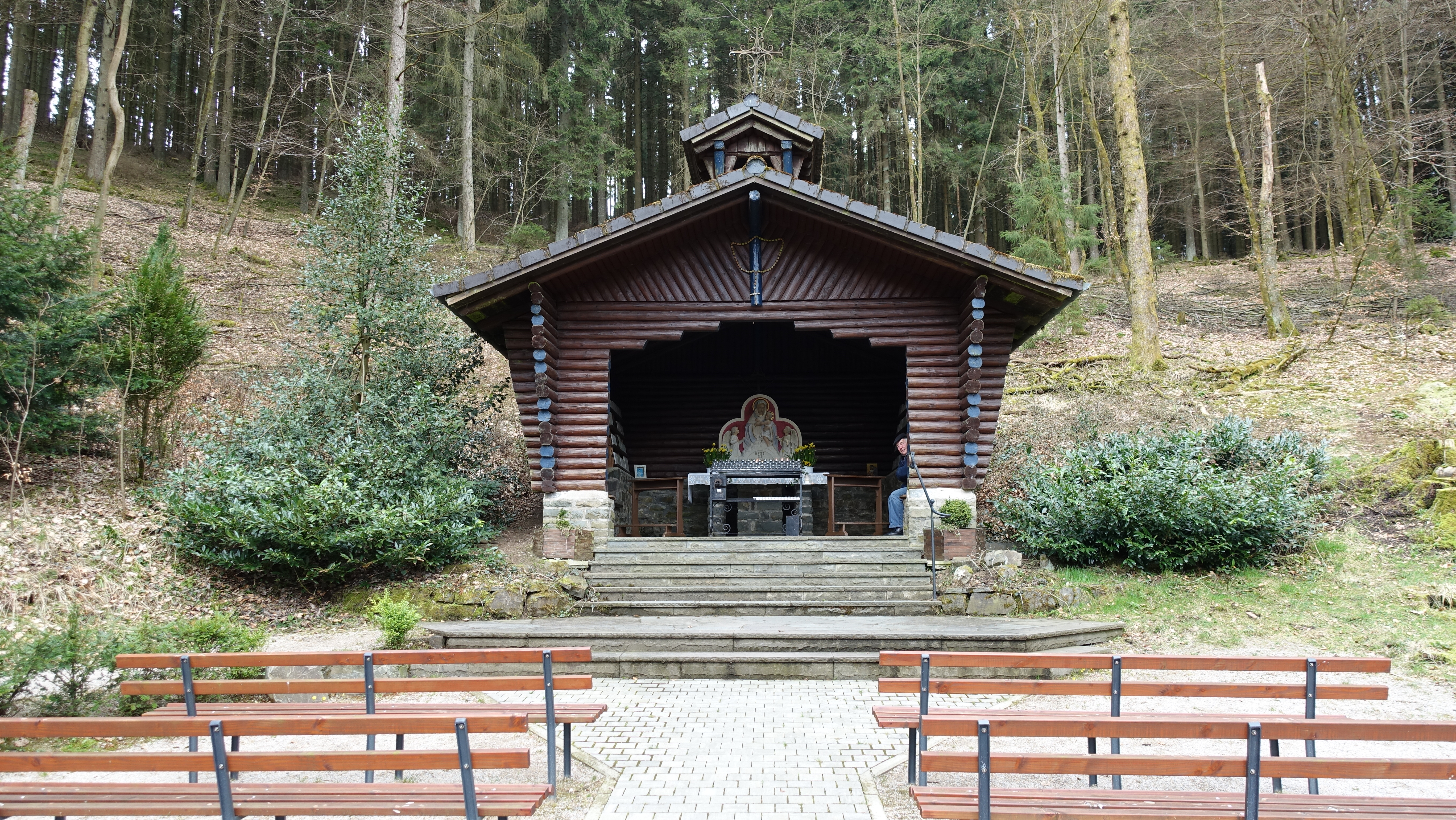
Marienkapelle Hünkesohl bei Drolshagen, Westfalen, Frontalansicht

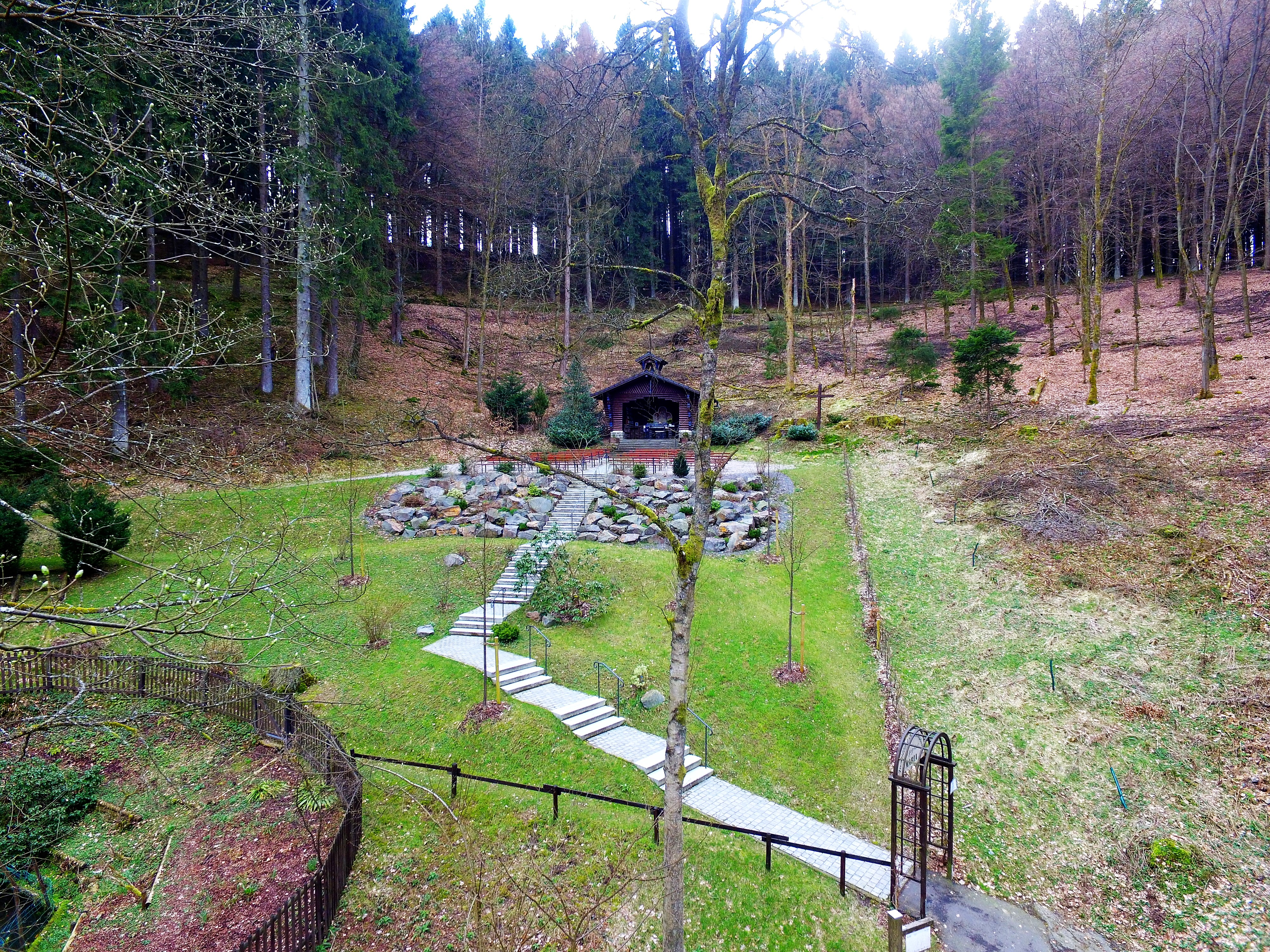
Marienkapelle Hünkesohl bei Drolshagen, Westfalen, Gesamtansicht

Die Marienkapelle Hünkesohl nahe Drolshagen (Kreis Olpe, Nordrhein-Westfalen) ist eine regionale Wallfahrts- und Betstätte. Die Kapelle Hünkesohl verdankt ihre Entstehung Theresia Berg (1861–1929).  
Der Legende nach soll Theresia Berg beim Hüten oder Holzholen ein Windstoß im Jahr 1909 ein zerknittertes Marienbildchen zugeweht haben. Dieses Bild habe sie mit ihrer Haarnadel an einen Baum geheftet, um hier fortan zu beten. Das Papierbild ersetzte sie noch vor dem Ersten Weltkrieg durch eine einfache Marienfigur. Während des Weltkriegs nahmen weitere Drolshagener den versteckten Ort privater Marienverehrung an und wanderten mit ihren Sorgen in den Wald von Hünkesohl. So geriet die zunächst ganz intime Stätte nicht in Vergessenheit. Zur Bekanntheit der Betstätte trug auch Theresia Berg selbst bei, die Drolshagener Kinder für Bibelstunden zu der Marienfigur brachte.
Während des Ersten Weltkrieges gelobte August Bone, ein einheimischer Soldat, den Gebetsort im Hünkesohl auszubauen und zu pflegen, wenn er gesund die Heimat wieder sehe. Bereits 1919 errichtete er mit einer Reihe weiterer junger Männer aus Birkenstämmen ein strohgedecktes Kapellchen und stellte auf dem Hanggelände Bänke auf. August Bone pflegte die Anlage bis ins hohe Alter. Johannes-August Wagner führte seine Aufgabe fort.
Als die Kapelle morsch wurde, befassten sich Kirchengemeinde und Stadt mit ihrem Erhalt. 1954 errichtete die Kolpingsfamilie aus massiven Baumstämmen eine neue Kapelle mit Glocke. Der neue Altar wurde am Himmelfahrtstag 1954 von Pfarrer Aloys Becker geweiht. Die mittlerweile zu stattlicher Größe herangewachsenen Fichten blieben erhalten; die Zufahrtsmöglichkeiten wurden verbessert. 2003 wurde die Kapelle von Unbekannten weitgehend zerstört, konnte mit Unterstützung der Kolpingsfamilie und des Schützenvereins bis zum 1. Mai 2004 aber wieder aufgebaut werden. 2015 wurden einige erkrankte Fichten rund um die Kapelle gefällt. Außerdem wurden der Aufgang und die Wege sowie die Sitzbänke erneuert. Nach einem größeren Sturmschaden am Dach im Februar 2020 wurden vorsorglich weitere Bäume rund um die Kapelle gefällt.
Das Eingangstor zu dem kleinen Waldareal begrüßt die Besucher mit der Inschrift „In stiller Waldeseinsamkeit sei gegrüßt Maria“.